# 히무로촌 (도치기현)
히무로촌(氷室村)은 도치기현의  남서부, 아소군에 속했던 촌이다.

## 역사
- 1889년 4월 1일 - 정촌제 시행에 의해 아소군 히무로촌이 성립하였다.
- 1955년 1월 8일 - 구 구즈정, 도키와촌과 합병해, 구즈정이 되었다.
- 2005년 2월 28일 - 구즈정이 (구) 사노시, 다누마정과 합병해 사노시가 되었다.

## 참고문헌
- 『栃木県町村合併誌 第三巻下』 栃木県、1956年3月。